# Der Fluch der Vererbung (1927)
Der Fluch der Vererbung ist ein deutsches Stummfilmdrama aus dem Jahre 1927 von Adolf Trotz mit Marcella Albani, Maly Delschaft und Carl de Vogt in den Hauptrollen.

## Handlung
„Der Fluch der Vererbung“, damit ist in dieser Geschichte die Bluterkrankheit gemeint. Unter selbiger litt einst der verstorbene Mann von Frau Römer, der diesen Defekt an seine Tochter Olga vererbt hat. Die Tochter hat sich unlängst mit einem Arzt namens Münchow verlobt, und so sieht sich Olgas Mutter in der Pflicht, diesen über die seltene Erkrankung ihrer Tochter zu informieren. Dr. Münchow entscheidet sich daraufhin nach lange Überlegung dafür, die Verlobung mit Olga zu lösen. Die Jahre vergehen, und nach dem Tode der Mutter heiratet Olga den sehr viel älteren Bankier Hartmann.
Der Bänker weiß nichts von Olgas Vorgeschichte und auch nichts von der folgenschweren Krankheit. Aus dieser Ehe gehen drei Kinder hervor. Die Hämophilie scheint bereits vergessen, da kommt es zu einem folgenschweren Unfall, bei dem sich einer von Olgas beiden Söhnen schwer verletzt und in kürzester Zeit verblutet, trotz sofortiger und intensiver medizinischer Behandlung seitens Olgas ehemaligem Verlobten Dr. Münchow. Erst jetzt erfährt Olgas Gatte Hartmann von der seltenen Bluterkrankheit, an der auch der verstorbene Sohn litt. Doch es gibt auch eine gute Nachricht: Der andere Sohn, so ergeben die nun vorgenommene Bluttests, ist vollständig gesund; ihm wird das grausige Schicksal seines Bruders erspart bleiben.

## Produktionsnotizen
Der Fluch der Vererbung entstand im Juni und Juli 1927 als Lehrfilm, passierte die Filmzensur am 22. August 1927 und wurde vier Tage darauf in Berlins Primus-Palast uraufgeführt. Der Film besaß eine Länge von 2757 Metern, verteilt auf sieben Akte.
Leopold Blonder entwarf die Filmbauten.